# Stanari
Stanari (cirílico serbio: Станари) es un municipio y ciudad de Bosnia y Herzegovina localizado en el noroeste del país. Fue establecido como municipio en 2014. Antes de eso, pertenecía a Doboj, otro municipio bosnio.

## Geografía
El municipio está situado en la cuenca del río Ukrina, en la parte norte de la Republika Srpska.

## Historia
Stanari fue disolvido en 1958. El territorio fue administrado por el municipio de Doboj hasta 2014, cuando Stanari fue estalecido de nuevo.

## División
Stanari se divide en estos pueblos y ciudades:

Brestovo, Dragalovci, Jelanjska, Ljeb, Mitrovići, Osredak, Ostružnja Donja, Ostružnja Gornja, Radnja Donja, Raškovci, Stanari (ciudad), Cvrtkovci y Perkovici.

## Demografía
Según los resultados preliminares del censo de 2013, había 1.123 habitantes en la ciudad de Stanari. Según los mismos resultados, el municipio tenía 7.283 habitantes. El asentamiento, en los anteriores censos yugoslavos, mostró un predominio serbio étnico (1.204 de 1.299, en 1991).